# Mössbauerova spektroskopija
Mössbauerova spektroskopija je spektroskopska tehnika temeljena na Mössbauerovom efektu i određivanju hiperfinih energijskih razlika nuklearnih nivoa izotopa koji ovaj efekt pokazuju. Ime je dobila po njemačkom fizičaru i nobelovcu R. L. Mössbaueru koji je izumio ovu tehniku i napravio prva mjerenja. 

## Princip
Tehnika se temelji na postavljanju čvrstog uzorka u snop γ-zračenja koje dolazi s radioaktvnog izvora koji sadrži Mössbauerov izotop te mjerenju transmitiranog (Mössbauerova apsorpcijska spektroskopija, slika desno) ili raspršenog zračenja pomoću odgovarajućeg detektora. Pri tome se izvor gama zračenja giba relativno prema uzorku na točno definiran periodični način čime se Dopplerovim efektom blago mijenja energija zračenja koje dolazi na uzorak. Svaki period navedenog gibanja podijeljen je na određen broj intervala koji odgovara broju kanala višekanalnog analizatora uređaja. Svakom intervalu odgovara određena brzina gibanja izvora, a broj signala koji se registriraju na detektoru u tom intervalu zbrajaju se u pripadnom kanalu višekanalnog analizatora uređaja. Na taj se način dobiva korelacija intenziteta γ-zračenja registriranog na detektoru o relativnoj brzini izvora, tj. Mössbauerov spektar.

## Detektori
Tip detektora koji se upotrebljava u Mössbauerovom uređaju ovisi o prirodi studija. Najbolja rezolucija postiže se poluvodičkim detektorima, ali se oni rijetko koriste zbog visoke cijene, te nepovoljne geometrije i uvjeta rada. Najrašireniji detektori su NaI(Tl) scintilacijski detektori s tankim (2-3 mm) detektorskim kristalima u svrhu smanjenja vjerojatnosti detektiranja γ-zračenja veće energije. Iako imaju veću rezoluciju od scintilacijskih, proporcionalni brojači nisu pogodni za velike brzine brojanja, pa se obično koriste u emisijskim studijama u kojima je snaga izvora mala. Specijalni proporcionalni brojači koriste se u refleksijskim tehnikama pri detekciji konverzijskih elektrona.

## Primjena
Pomoću Mössbauerove spektroskopije može se odrediti fazni sastav uzorka (faze koje sadrže Mössbauerove atome), magnetsko uređenje tih faza, koordinacijski broj i oksidacijsko stanje Mössbauerovih atoma te veličinu čestica. Ograničenje Mössbauerove spektroskopije je to što se mjerenja mogu vršiti samo na uzorcima koji sadržavaju atome elementa koji pokazuje Mössbauerov efekt i to korištenjem kao izvora γ-zračenja točno određenog radioaktivnog izotopa tog elementa. Kao što se može vidjeti na prikazu desno daleko najkorišteniji izotop je izotop željeza s masenim brojem 57 (57Fe Mössbauerova spektroskopija) zbog izraženog Mössbauerovog efekta u ovom izotopu, ali i zbog velike raširenosti željeza u prirodi. Drugi po važnosti je izotop kositra 119Sn, a uporaba ostalih izotopa je puno manja.